# Kirsten Flagstad
Kirsten Malfrid Flagstad (Hamar (Noruega), 12 de julio de 1895 - Oslo, 7 de diciembre de 1962) fue una cantante de ópera noruega, considerada una de las mejores sopranos dramáticas del siglo XX. En escena resultaba muy expresiva y fue admirada por la pura belleza tonal de su voz y consistencia de línea y tono.

## Biografía

### Primeros años y carrera

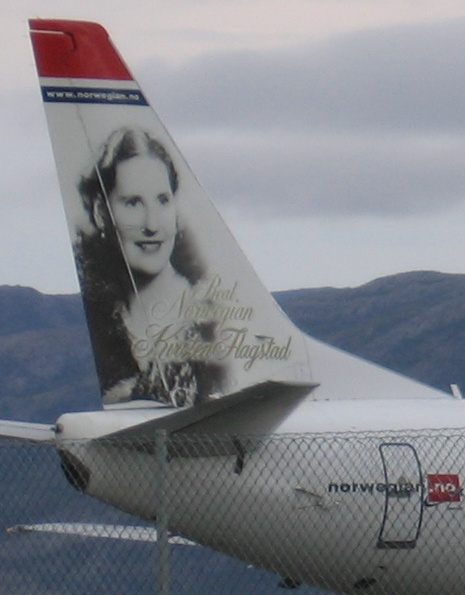
Kirsten Flagstad pintada en un avión noruego.

Flagstad nació en una familia musical. Su padre era el director de orquesta Michael Flagstad y su madre la pianista Marie Flagstad Johnsrud. Recibió una educación musical temprana en Oslo y debutó en el Teatro Nacional de Oslo como Nuri en la obra de Eugen d'Albert Tiefland en 1913.
Después de ulteriores estudios en Estocolmo, comenzó una carrera como cantante de ópera y opereta en Noruega. Estuvo contratada por el teatro municipal de Gotemburgo (Suecia) desde 1928 hasta 1932.
Después de cantar opereta y roles líricos, como la Margarita del Fausto durante más de una década, Flagstad se convenció de que debía asumir papeles operáticos más dramáticos como Tosca y Aida. Tenía casi cuarenta años, y ya estaba considerando una retirada. En 1932 interpretó el papel de Isolda y pareció haber encontrado su verdadera voz. Ellen Gulbranson (1863-1946), una soprano noruega que había cantado en el Festival de Bayreuth antes de la Gran Guerra, convenció a Winifred Wagner para que realizara una audición a Flagstad para dicho Festival . Flagstad fue contratada para papeles menores el primer año, y después para el de Sieglinde en La Valquiria.

### Carrera en el Metropolitan y otros lugares
Su estreno en el Metropolitan Opera como Sieglinde, retransmitida a toda la nación el 2 de febrero de 1935, creó sensación. Cuatro días más tarde, Flagstad cantó Isolda, y más tarde ese mismo mes, Brunilda de La Valquiria y El crepúsculo de los dioses por primera vez. Más tarde esa misma temporada, Flagstad cantó Elsa en Lohengrin, Elisabeth en Tannhäuser, y su primera Kundry en Parsifal. Casi de la noche a la mañana se había establecido como la soprano wagneriana preeminente de la época. Fidelio (1936 en adelante) fue su único papel no wagneriano en el Met antes de la guerra. Se dice que salvó al Metropolitan Opera de la amenaza de bancarrota. En 1936, interpretó tres Brunildas en El anillo del Nibelungo que se estaba representando en la Ópera de San Francisco. En 1937, debutó en la Ópera de Chicago.
En 1936 y 1937 Flagstad interpretó los papeles de Isolda, Brunilda y Senta en la Royal Opera House, Covent Garden con dirección de Sir Thomas Beecham, Fritz Reiner y Wilhelm Furtwängler, provocando un entusiasmo similar al logrado en Nueva York.
Su interpretación del Grito de Guerra de Brunilda en la ópera de Wagner La Valquiria fue grabada para la pantalla en el musical antológico The Big Broadcast of 1938.
Sin embargo, su carrera en el Met no continuó sin altibajos. Flagstad se involucró en una larga pelea con la estrella Lauritz Melchior después de que éste se ofendiera por algunos comentarios de Kirsten sobre "estúpidas fotos publicitarias" que Flagstad sintió que Melchior la presionó para hacérselas. Flagstad también se enfrentó a Edward Johnson después de la muerte de Arthur Bodansky, cuando quiso que la dirigiera su acompañante, Edwin MacArthur, más que Erich Leinsdorf. Cuando abandonó el Met a principios de la década de 1940 había superado sus diferencias con Melchior y Johnson. Melchior y Johnson, sin embargo, hicieron poco por ayudar a Flagstad cuando fue atacada después de la Segunda Guerra Mundial.

### Segunda Guerra Mundial y dificultades de posguerra
En 1941, tras el estallido de la Segunda Guerra Mundial, Flagstad regresó a Noruega para estar con su marido, y permaneció allí a lo largo de la guerra. No cantó en Noruega ni en ningún país ocupado por Alemania durante la guerra. En su lugar, se esforzó por cantar en Suiza y Suecia. Su marido fue detenido después de la guerra por haber vendido suministros a los alemanes. Él estaba ya muy enfermo y murió poco después, y su patrimonio fue confiscado por el estado. Aunque su comportamiento durante la guerra estaba libre de controversia, el regreso de Flagstad a Noruega durante la guerra y cierta ingenuidad política por su parte le crearon cierta enemistad, especialmente en los Estados Unidos, donde el embajador noruego libró una incansable campaña personal contra ella. El columnista Walter Winchell también desarrolló una campaña contra ella; Melchior y Edward Johnson rehusaron ayudarla. En un concierto en Filadelfia, parte del público le lanzó bombas fétidas.

### Carrera posterior

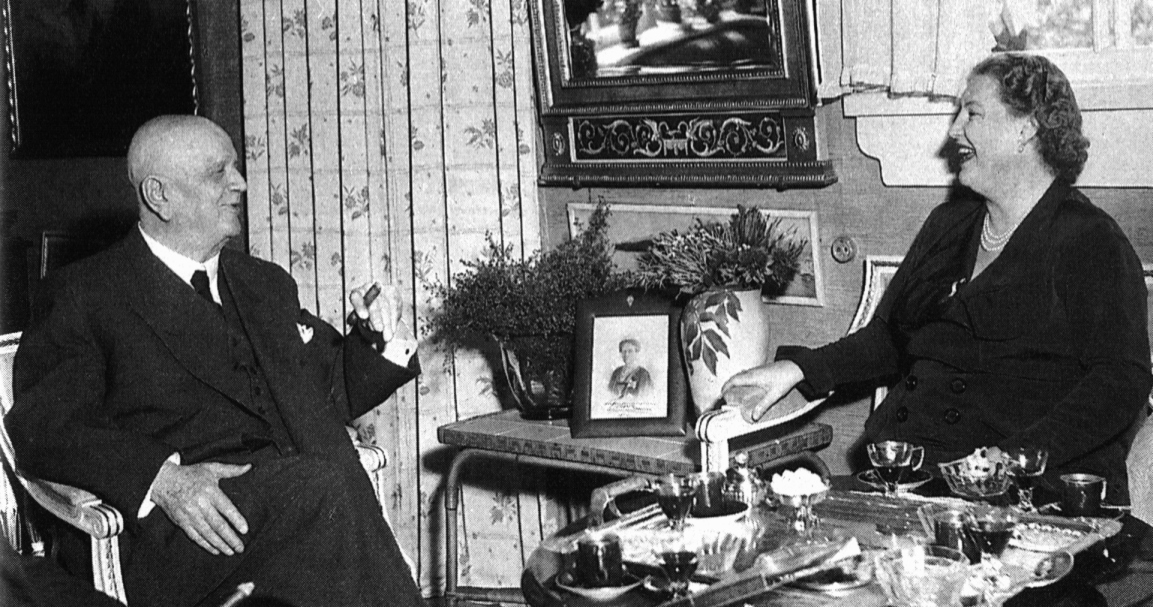
Kirsten Flagstad con el compositor Jean Sibelius en 1952.

Durante cuatro temporadas consecutivas en el Covent Garden, de 1948 a 1952, Flagstad repitió todos sus papeles wagnerianos, incluyendo Kundry y Sieglinde. También en esta época interpretó el estreno mundial de las Cuatro últimas canciones de Richard Strauss bajo la batuta de Wilhelm Furtwängler en el Royal Albert Hall. Esta legendaria interpretación de 22 de mayo de 1950 fue grabada y puede adquirirse hoy en día, aunque el sonido es bastante pobre. Hizo una gira por Sudamérica en 1948 y regresó a San Francisco en 1949 pero no fue invitada a volver al Met hasta que Rudolph Bing se hizo director. En la temporada 1950-1951, aunque ella estaba ya en la cincuentena, Flagstad se mostró aún en forma para interpretar Isolda, Brunilda y Fidelio. 
Dio su recital de despedida en el Met el 1 de abril de 1952, en el papel titular de la ópera de Gluck Alceste. Sus últimas interpretaciones operísticas fueron como la Dido de Purcell en el Mermaid Theatre de Londres, 1953, grabadas y comercializadas por la compañía Odeón; la actual EMI.
Después de retirarse del escenario siguió dando conciertos y grabando. Desde 1958 hasta 1960 Flagstad fue directora general de la Ópera Nacional Noruega.

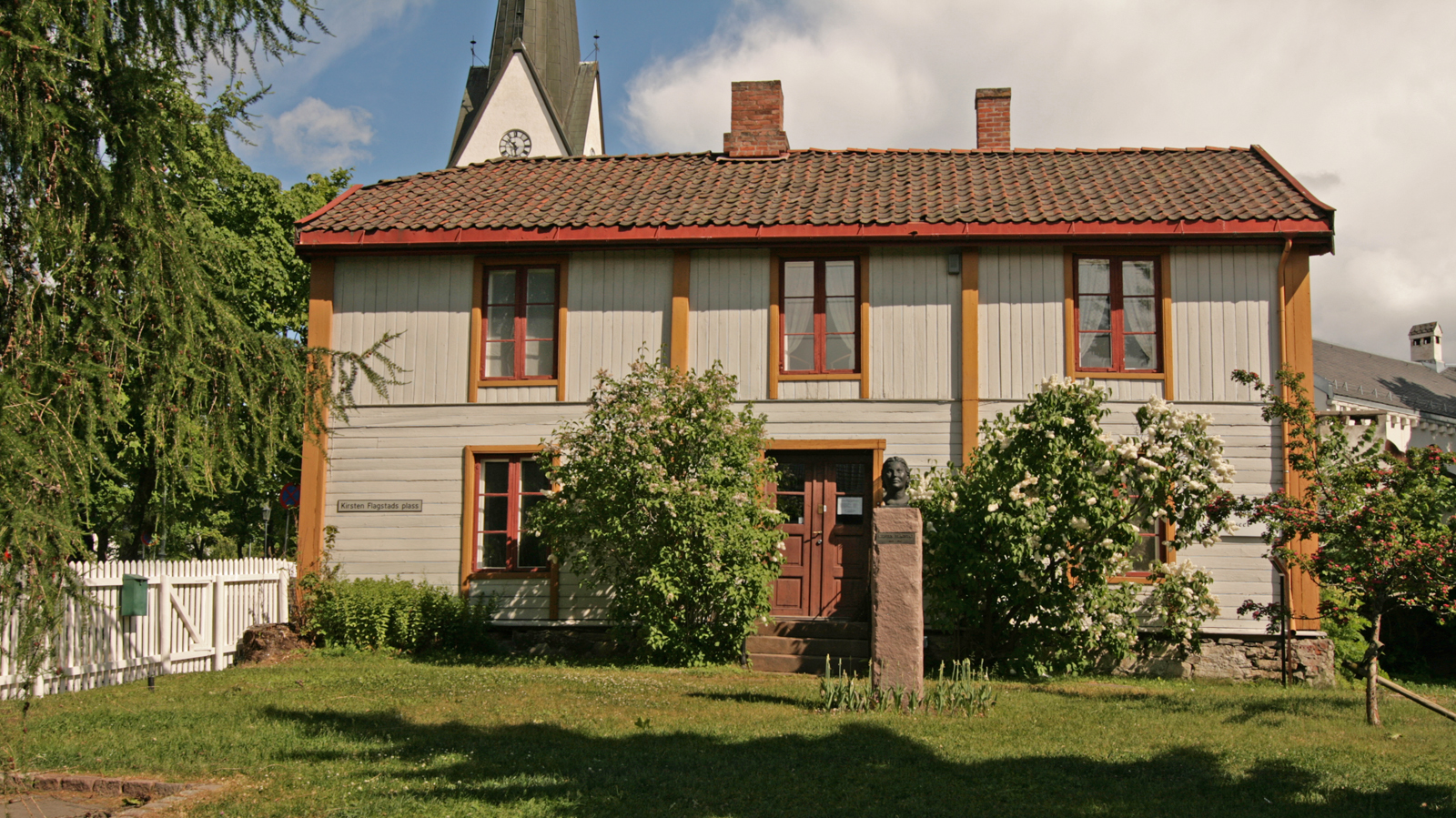
Casa natal de Kirsten Flagstad en Hamar, hoy Museo Kirsten Flagstad.

De todas sus grabaciones, la grabación completa de Tristán e Isolda con Furtwängler se considera la mejor representación de su arte interpretativo en su madurez. Sus grabaciones previas a la guerra, sin embargo, se dice que muestran su voz con mayor brillantez y claridad. A lo largo de su carrera grabó numerosas canciones, de Grieg y otros, y en ellas se evidencia una voz que mantenía su estable belleza durante sus muchos años en el escenario.
Flagstad murió en Oslo a los 67 años. Su retrato aparece en los billetes noruegos de 100 coronas.
El Museo Kirsten Flagstad está en Hamar y contiene una colección privada de artefactos de ópera que se piensa que es la más amplia del mundo. Sus vestimentas llaman la atención, e incluyen varios ejemplos de los Archivas del Metropolitan Opera.

## Grabaciones representativas
Un amplio conjunto de grabaciones de Flagstad se comercializó en varios volúmenes con la etiqueta Simax, que parece estar actualmente fuera de comercio.
Sus grabaciones anteriores a la guerra incluyen grabaciones de estudio de arias de Wagner, Beethoven y canciones de Grieg, así como duetos de Lohengrin, Parsifal, y Tristán e Isolda con Lauritz Melchior. Están disponibles en la etiqueta RCA/BMG, así como buenas transferencias de Preiser y Romophone.
Muchas retransmisiones del Met sobreviven y circulan entre los coleccionistas y más recientemente en CD. Esto incluye:
- La Valquiria, Acto I y fragmentos del II, de su debut radiofónico en 1935.
- Tristán e Isolda, interpretaciones de 1935, 1937, y 1940 todos disponibles.
- Tannhäuser: 1936, con Melchior y Tibbett, y 1941 (el último comercializado oficialmente en LP del Metropolitan Opera).
- Sigfrido: 1937, Lauritz Melchior y Friedrich Schorr (disponible en Naxos y Guild).
- Lohengrin: 1937, con Rene Maison.
- La Valquiria: 1940, varias etiquetas.

Después de la Segunda Guerra Mundial, muchas grabaciones de estudio incluyen:
- Escenas de Wagner, incluyendo el dueto final de Sigfrido (Testament CD, con licencia de EMI)
- Götterdämmerung: Escena final con Furtwängler - EMI
- Canciones Noruegas: EMI

Quizá sus grabaciones más famosas de ópera es la del Tristán de 1951 con Furtwängler, que nunca ha estado fuera de comercialización. Está disponible en EMI y Naxos, entre otros.
Después de 1955, grabó con Decca en el crepúsculo de su carrera:
- Varios álbumes de Grieg, Sibelius, Brahms, etc. con orquesta y piano.
- Árias de Wagner con Knappertsbusch (estéreo)
- Actos I y III de La valquiria (como Sieglinde y Brunilda, respectivamente) así como el dúo Brunilda/Sigmundo del Acto II (dirigido por Knappertsbusch y Georg Solti, como una clase de preparación para el proyecto integral de Decca del Anillo).
- Y su gran Fricka en El oro del Rin de Decca en 1958.